# Neuraeschna calverti
Neuraeschna calverti är en trollsländeart som beskrevs av Douglas E. Kimmins 1951. Neuraeschna calverti ingår i släktet Neuraeschna och familjen mosaiktrollsländor. Inga underarter finns listade i Catalogue of Life.